# Pietralba
Pietralba (korziško Petralba) je naselje in občina v francoskem departmaju Haute-Corse regije - otoka Korzika. Leta 1999 je naselje imelo 314 prebivalcev.

## Geografija
Kraj leži v severnem delu otoka Korzike 57 km jugozahodno od središča Bastie.

## Uprava
Občina Pietralba skupaj s sosednjimi občinami Lama, Murato, Piève, Rapale, Rutali, Sorio, San-Gavino-di-Tenda, Santo-Pietro-di-Tenda in Urtaca sestavlja kanton Haut-Nebbio s sedežem v Muratu. Kanton je sestavni del okrožja Calvi.

## Zanimivosti
- župnijska cerkev sv. Roka iz 15. stoletja;